# Nebo, sateliti (2000.)
Nebo, sateliti, hrvatski dugometražni film iz 2000. godine.
Scenarij je napisan je 1994., no više je puta promijenjen te je realizacija filma krenula tek veljače 1999. godine.

## Radnja
Film je nadrealan i odudara od ostalih filmova u hrvatskoj kinematografiji. Vrijeme radnje je početak Domovinskog rata u Hrvatskoj. Radnja se zbiva na nekom križanju usred polja gdje se odvija se razmjena zarobljenika. Gomila ljudi koju čine brojni vojnici, pripadnici raznih humanitarnih organizacija i europskih promatrača. U jednom od kamiona je neki čovjek bez imena i prezimena, bez identiteta, bez sjećanja. U tijeku filma će mu se pridjenuti ime Jakov Ribar. Nakon nekog vremena neopaženo izlazi iz kolone zarobljenika te lunja nestvarnom šetnjom preko minskog polja te iščezava u šumi. Junak filma luta okolo bilo kamo nastojeći razumjeti stvari oko sebe i nadati se da će mu to pomoći u liječenju ratnih rana.